# El Tesoro
El Tesoro ist eine Ortschaft in Uruguay.

## Geographie
Sie befindet sich auf dem Gebiet des Departamento Maldonado in dessen Sektor 6. El Tesoro grenzt nördlich an La Barra an und liegt am linksseitigen Ufer des Arroyo Maldonado, der unweit flussabwärts in den Atlantik mündet.

## Einwohner
El Tesoro hatte bei der Volkszählung 2011 1.396 Einwohner, davon 695 männliche und 701 weibliche.
| Jahr | Einwohner |
| ---- | --------- |
| 1963 | 74        |
| 1975 | 125       |
| 1985 | 300       |
| 1996 | 595       |
| 2004 | 781       |
| 2011 | 1.396     |

Quelle: Instituto Nacional de Estadística de Uruguay